# Дипломатски рангови Руске Федерације
Дипломатски рангови Руске Федерације (рус. дипломатические ранги Российской федерации) класни су чинови који се додјељују државним функционерима и федералним грађанским државним службеницима у Министарству иностраних послова Руске Федерације, дипломатским представништвима и конзуларним установама.
Дипломатски рангови су:
- ванредни и опуномоћени амбасадор;
- ванредни и опуномоћени посланик 1. класе;
- ванредни и опуномоћени посланик 2. класе;
- савјетник 1. класе;
- савјетник 2. класе;
- први секретар 1. класе;
- први секретар 2. класе;
- други секретар 1. класе;
- други секретар 2. класе;
- трећи секретар;
- аташе.